# اکورن، کونیا
اکورن، کونیا (به لاتین: Akören, Konya) یک سکونتگاه مسکونی در ترکیه است که در استان قونیه واقع شده‌است.

## خصوصیات
اکورن ۱٬۰۹۶ متر بالاتر از سطح دریا واقع شده‌است.